# Język zhuang
Język zhuang (zhuang: Cuengh lub Cueŋь; chiń. upr. 壮语, chiń. trad. 壯語, pinyin: Zhuàngyǔ) – w klasyfikacji Ethnologue: makrojęzyk obejmujący szereg języków należących do grupy języków tajskich, używanych przez autonomiczną ludność Zhuang w Chinach. Większość z nich mieszka w regionie autonomicznym Kuangsi. Język ten pełni tam funkcję języka urzędowego.
Standaryzowany zhuang bazuje na dialektach z okolic regionu Wuming (武鸣县). Język buyei, uznawany za odrębny język, w rzeczywistości jedynie niewiele różni się od standaryzowanego zhuang.
Zhuang jest językiem tonalnym, posiadającym sześć tonów. Przez wiele wieków zapisywany był logograficznym systemem sawndip, wywodzącym się z pisma chińskiego. Do jego zapisu opracowano dwa systemy transkrypcji: pierwszy, z 1955 roku, oparty był na połączeniu alfabetu łacińskiego z cyrylicą. W 1986 roku na jego podstawie opracowano nowy, oparty jedynie na znakach występujących w alfabecie łacińskim.

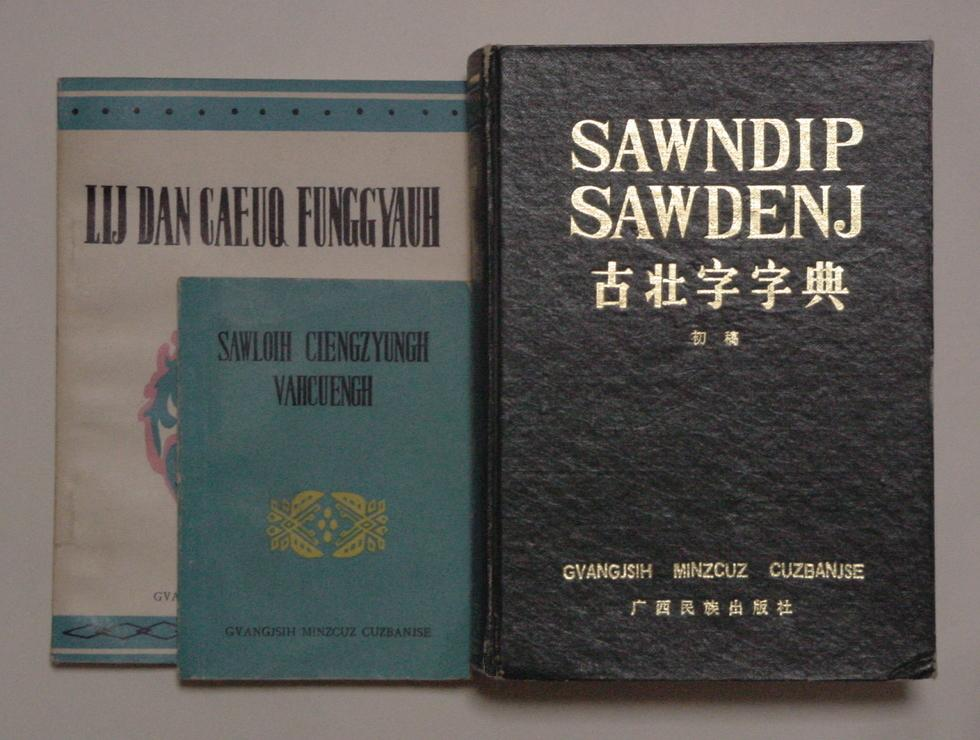
Książki w języku zhuang

Pierwszy artykuł Deklaracji Praw Człowieka zapisany w dwóch różnych systemach transkrypcji języka zhuang:
| 1955 | 1986 |
| --- | --- |
| Bouч bouч ma dəŋƨ laзƃɯn couƅ miƨ cɯyouƨ, cinƅyenƨ cəuƽ genƨli bouчbouч biŋƨdəŋз. Gyoeŋƽ vunƨ miƨ liзsiŋ cəuƽ lieŋƨsim, ɯŋdaŋ daiƅ gyoengƽ de lumз beiчnueŋч ityieŋƅ. | Boux boux ma daengz lajmbwn couh miz cwyouz, cinhyenz caeuq genzli bouxboux bingzdaengj. Gyoengq vunz miz lijsing caeuq liengzsim, wngdang daih gyoengq de lumj beixnuengx ityiengh. |